# Országos Magyar Párt
Az Országos Magyar Párt (röviden: OMP, románul: Partidul Național Maghiar) egy, a két világháború között működött politikai párt volt Romániában, mely a romániai magyarság egészét volt hivatott képviselni.

## Történelme

### Előzmények
A trianoni békét követően az erdélyi magyar értelmiség egy része úgy vélte, hogy egyrészt a közösség érdekvédelmét, másrészt a talpraállítását legjobban egy demokratikus politikai néppárt tudná ellátni. Ennek jegyében, Kós Károly vezetésével 1921. június 5-én Bánffyhunyadon megalakult az első romániai magyar párt, az Erdélyi Néppárt, akik 1922. június 15-én országos párttá szerveződtek és felvették a Magyar Néppárt nevet. Ezzel szemben a régi elit egy szövetszerű rendszert tartott a legcélravezetőbbnek, amiből kifolyólag báró Jósika Sámuel vezetésével 1921. július 6-án megalakították a Magyar Szövetséget. Utóbbit a román hatóságok folyamatosan akadályozták tevékenységében, mígnem alakulása után alig több, mint három hónappal, október 30-án fel is függesztették működési engedélyét. Mivel közeledett a választás, a Szövetség tagjai mintegy kényszerből Ferencz József unitárius püspök vezérletével megalapították a Magyar Nemzeti Pártot, hogy a Néppárt mellett (akik irányvonalával nem értettek egyet) ők is indulhassanak. Időközben a román hatóságok újból engedélyezték a Magyar Szövetség működését, melybe a választásokra egységbe tömörült a két párt. Mivel 38 jelöltjükből 34-et különböző ürügyekre hivatkozva elutasítottak, eredményeik ennek megfelelően alakultak; mindössze három képviselő jutott be a törvényhozás alsó házába és három a szenátusba. Ezt követően 1922 októberében a bukaresti kormányzat a Magyar Szövetséget végérvényesen betiltotta.

### A kezdeti évek

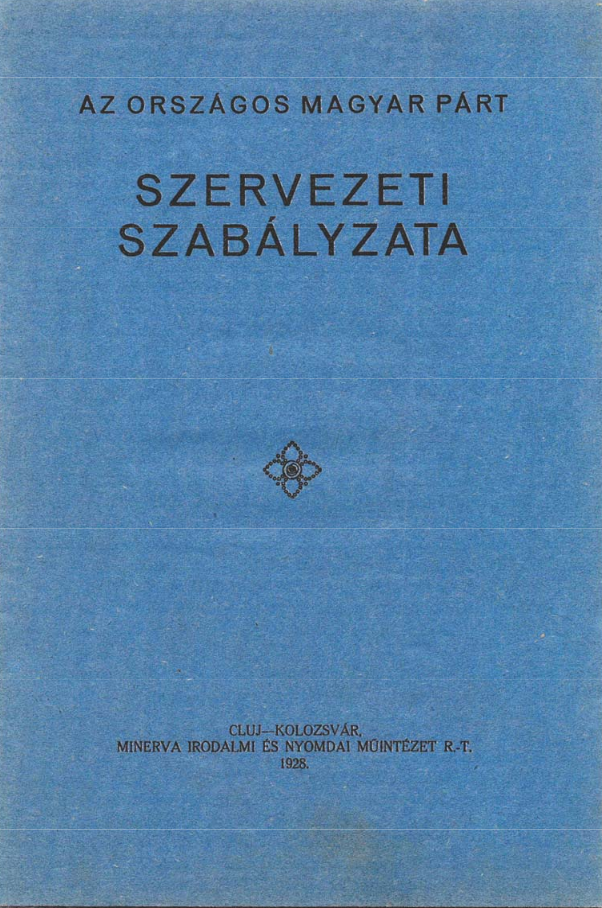
Szervezeti Szabályzat - 1928

Az ez idő alatt Grandpierre Emil vezérletével néppárttá alakult Magyar Nemzeti Párt tárgyalásokba kezdett a Magyar Néppárttal, melynek eredményeképp fuzionáltak és 1922. december 28-án, Kolozsvárott az alakuló nagygyűlésen kimondták az Országos Magyar Párt létrejöttét, melynek első elnökéül Jósika Sámuelt választották meg. Jósika mellé még tizenkét alelnököt (báró Ambrózy Andor, Barabás Béla, Bernády György, id. Grandpierre Emil, Haller Gusztáv, Jakabffy Elemér, Kecskeméthy István, Szabolcska Mihály, Sándor József, báró Szentkereszty Béla, Tury Kálmán és Ugron István) is választottak. Közülük az ügyvezető alelnök Haller Gusztáv lett, míg a titkári teendők ellátásával Naláczy Istvánt bízták meg.
A párt, noha szervezeti szabályzatában külön felvétel nélkül is a tagjai közé sorolt „minden 20. évét betöltött román állampolgárt, ki akár származásánál, akár születésénél, akár anyanyelvénél vagy műveltségénél fogva magát magyarnak vallotta”, valójában felülről induló szervezkedésként meglehetősen szűk társadalmi bázissal bírt; elsősorban a régi elit képességeiben bízott.
Jósika 1923. június 3-án bekövetkezett halálával Ugron István vette át az elnöki teendőket 1924 nyaráig, amikor a vele szemben táplált belső feszültségek hatására lemondott, ami rövid zűrzavart eredményezett a pártban. A reformellenzék Bernády Györgyöt vagy Paál Árpádot, míg a többiek Ugront szerették volna elnöknek. A patthelyzetnek végül az 1924. december 14-iki brassói pártgyűlés vetett véget, ahol ismét Ugront választották meg a lemondása és újraválasztása között a vezetést ellátó kilenctagú direktórium helyébe. Mellé még négy alelnököt – gróf Bethlen Györgyöt, id. Grandpierre Emilt, Jakabffy Elemért és Sándor Józsefet – választottak . A főtitkár Deák Gyula lett.
Ezt követően a romániai magyarság csaknem minden gondját feltérképezte és azok megoldására számtalan határozat formájában alkotott programot, melybe a magyar ajkú erdélyi zsidóság képviseletét is bevette. Egyúttal kötelezte magát (melynek eleget is tett), hogy a sérelmes ügyeket, ha más mód nincs, a Nemzetek Szövetsége elé vigye, Genfbe.

### Belső viták, véglegesülés
Időközben, még a brassói gyűlés lefolyása és eredménye elleni tiltakozásul néhányan, köztük Kós Károly, elhagyták a pártot. Ugron végül az 1926-os romániai választásokat követően kényszerült távozni a párt éléről. Bukását az 1923-ban kötött, „csucsai paktum” néven emlegetett, valójában Bukarestben kötött (titkos) választási együttműködési megállapodás felmondása okozta a korábbi (és 1926-ban ismét) miniszterelnök Alexandru Averescu vezette Román Néppárttal. A megállapodás értelmében a Néppárt hatalomra kerülése esetén az erdélyi magyar egyházaknak nagyfokú autonómiát, a felekezeti iskoláknak pedig nyilvánossági jogot ígért, valamint kilátásba helyezte a magyar művelődési intézmények működési feltételeinek a megkönnyítését, az anyanyelv szélesebb körű használatának a biztosítását. Mivel a választások előtt a Nemzeti Liberális Párt hatalmon maradását Ugron biztosra vette, felmondta együttműködését a Néppárttal és közös listán indította pártját a liberálisokkal. A döntés ugyan helyesnek bizonyult, mert a választásokat Ionel Brătianu és pártja nyerte és az OMP végül is több helyet tudott szerezni, mintha a Néppárt szövetségese maradt volna, de Brătianu a választásokat követően lemondott, a román király pedig Averescut bízta meg a kormányalakítással. Az így kínos helyzetbe került Ugron 1926. április 1-jén távozott, helyébe előbb ideiglenesen, majd hivatalosan is Bethlen György lépett, akinek választási kartell formájában sikerült helyreállítania az együttműködést a néppárttal.
Az OMP-n belül ekkor ismét föllángoltak a belső demokratikus megújulást szorgalmazó viták, törekvések, mely hangokat Krenner Miklós fogta össze és vezette. Ők (csaknem ötvenen, köztük a pártba visszatért Kós Károly) egy átfogó programtervezetet dolgoztak ki az OMP demokratikus újjászervezésére. Erre a fennálló rendszer hívei különböző szigorítások és kikötések révén a reformisták zömét nem engedte bejutni a soros, 1926. október 10–11-i gyergyószentmiklósi nagygyűlésre, amivel el is buktatták a kezdeményezést; az elnök immár hivatalosan is Bethlen György lett. Az Ügyvezető alelnök Inczédy-Joksman Ödön, a három további alelnök pedig Jakabffy Elemér, Sándor József és gróf Teleki Artúr, a főtitkár ismét Deák Gyula lett. 1927-ben az OMP szövetségre lépett a Hans Otto Roth vezette Német Párttal, ez azonban 1928-ra fel is bomlott; az OMP innentől kezdve következetesen minden választáson önállóan indult.
Krenner és köre egy ideig még próbálkozott, majd (Krenner nélkül) megpróbálták feltámasztani a Magyar Néppártot, sikertelenül. Többen, köztük Kós Károly is ekkor hagyták el végleg az OMP-t, mely ezután statikus állapotot vett fel; elnöksége és vezérkara Deák Gyula főtitkárral egyetemben a párt betiltásáig gyakorlatilag változatlan maradt, az egyetlen fontos tisztségben bekövetkezett személycserét Teleki 1930-as lemondása jelentette az alelnöki székből, helyére Thury Kálmán, az elnöki tanács egyik tagja került. Thury helyét Ambrózy Andor foglalhatta el.
A belső viták ezután a párt megreformálásától fokozatosan a politikai szövetséges-keresés irányába tolódtak el. A két legnagyobb párt, a Nemzeti Liberálisok és a Román Parasztpárt között ingadozott a tagság. 1933 szeptemberében részben a korábban kilépett egykori reformpártiak Országos Magyarpárti Ellenzék névvel a párton kívülről intéztek támadást az OMP szerkezete, felépítése ellen, sikertelenül.
A párt 1933-as nagygyűlésén a korábbi vezérkarnak szavazott bizalmat változatlan formában, valamint felvette hivatalos célkitűzései közé a székely kulturális önkormányzat, azaz az erdélyi magyar kulturális autonómia megvalósítását, a területi autonómia kívánalma nélkül.
Az Országos Magyar Párt hetedik és egyben utolsó nagygyűlésére 1937. szeptember 3–4-én került sor Sepsiszentgyörgyön, ahol sok újdonság nem született, leginkább a párt tizenöt éves pályafutását összegezték, aminek keretében a királynak is szerettek volna egy emlékiratot összeállítani. Erre már azért nem kerülhetett sor, mert az 1937. december 20-a és december 22-e között lezajlott országgyűlési választásokon patthelyzet alakult ki; egyik pártnak sem sikerült kormányképes többséget kialakítania sem önmagában, sem szövetségeseivel. Az ennek kapcsán eluralkodott politikai indulatok és általános zűrzavar leküzdésére, valamint a Vasgárda rohamos térnyerése ellen II. Károly román király Octavian Goga kormányát alig másfél hónap működés után felmentve 1938. február 10-én királyi parancsuralmat vezetett be, az ország teljes területére pedig ostromállapotot hirdetett ki. Ennek megfelelően a hadsereg átvette a közbiztonság és a közrend védelmét és február 27-én korporatív jellegű alkotmányt léptettek életbe, majd március 30-án az 1422-es számú királyi rendeletben az összes politikai pártot, így a OMP-t is betiltották.
Az OMP fennállása alatt a meglehetősen szűkre szabott lehetőségeket kihasználva igyekezett saját elvárásainak megfelelően a lehető legjobban képviselni a magyar érdekeket. A folyamatos parlamenti jelenlét mellett számos alkalommal lépett a Nemzetek Szövetsége elé, valamint rendszeresen szervezett tiltakozásokat, illetve próbált alkukat kicsikarni a mindenkori román vezetéstől.

### Sajtó
Habár a romániai magyar sajtó szinte egésze rendszeresen beszámolt az OMP dolgairól, a párt 1926-ban végül is „saját újságot vásárolt” magának az érdekkörébe tartozó Országos Magyar Sajtóvállalaton keresztül; az akkor már a 28. évfolyamában járó kolozsvári Újságot, mely addig az Ellenzéket is tulajdonló Ellenzék Rt. tulajdonában volt. Az addig a pártnak egy 1925-ös egyezséget követően széles nyilvánosságot adó, de mindvégig az OMP-től független Ellenzék ezzel megszűnt a párt fő kommunikációs csatornája lenni.
Az 1926 júliusi felvásárlást követően először a december 7-i kiadványban szerepelt a napilap neve (Újság) alatt az „az Országos Magyar Párt hivatalos lapja” felirat. A lap alig nyolc hónapnyi működést követően átadta helyét a Keleti Újságnak, melyen keresztül annak főszerkesztője és egyben az azt kiadó Lapkiadó Rt. főrészvényese és vezérigazgatója, Weiss Sándor jelentős politikai befolyásra tett szert, az OMP színeiben Bihar megyében országgyűlési mandátumhoz is jutott.
A lapot a részvénytársasággal együtt az OMP 1927-ben felvásárolta, az Újságot pedig jogutód nélkül felszámolta; a párt egyetlen hivatalos lapja a Keleti Újság lett. A már a felvásárlás előtt is Bethlen Györgyék véleményéhez igazodó lap a tulajdonosváltást követő naptól, 1927. augusztus 14-től kezdve „országos magyarpárti lap” alcímmel került terjesztésre.
A napilap mellett több időszakos kiadvány, illetve réteglap is szolgálta a párt érdekeit. A Keleti Újság érdekköre alapította a kolozsvári Magyar Újságot is 1933-ban (ez később összeolvadt „anyalapjával”), illetve az anyagi érdekkörön kívül a Magyar Nép című képes hetilap illetve az aradi Magyar Újság, illetve a Déli Hírlap is „önkéntes propagandatevékenységet” folytatott a párt mellett, utóbbiak már inkább, regionális, mint országos szinten. 1924-től 1927-ig Juhász Lajos szerkesztésében Aradon jelent meg a Magyar Ifjúság című lapjuk.

## Választási eredményei
A román választási rendszer sajátossága folytán  ha egy párt országos viszonylatban meg tudta szerezni az összes szavazatok negyven százalékát, akkor választási prémiumként megkapta az összes parlamenti mandátum felét. A bejutási küszöböt jelentő 2%-ot meghaladó többi párt pedig a mandátumok fennmaradó másik felén osztozhattak választási eredményeik arányában, ami miatt több választás közel azonos szavazatszáma mellett is jelentős eltéréseket mutathatott az elnyert a mandátumok száma.
Az Országos Magyar Párt az 1922-es választásokon 3 képviselőt és 3 szenátort, az 1926-os választásokon 14 képviselőt és 12 szenátort, az 1927-esen 9 képviselőt és 1 szenátort, az 1928-ason 16 képviselőt és 6 szenátort, az 1931-esen 10 képviselőt és 6 szenátort, az 1932-esen 14 képviselőt, 3 szenátort, az 1933-ason 9 képviselőt, 3 szenátort, az 1937-esen pedig 19 képviselőt és 3 szenátort delegálhatott a román nemzetgyűlés alsó, illetve felső házába.